# Bernd Fischer (Kameramann)

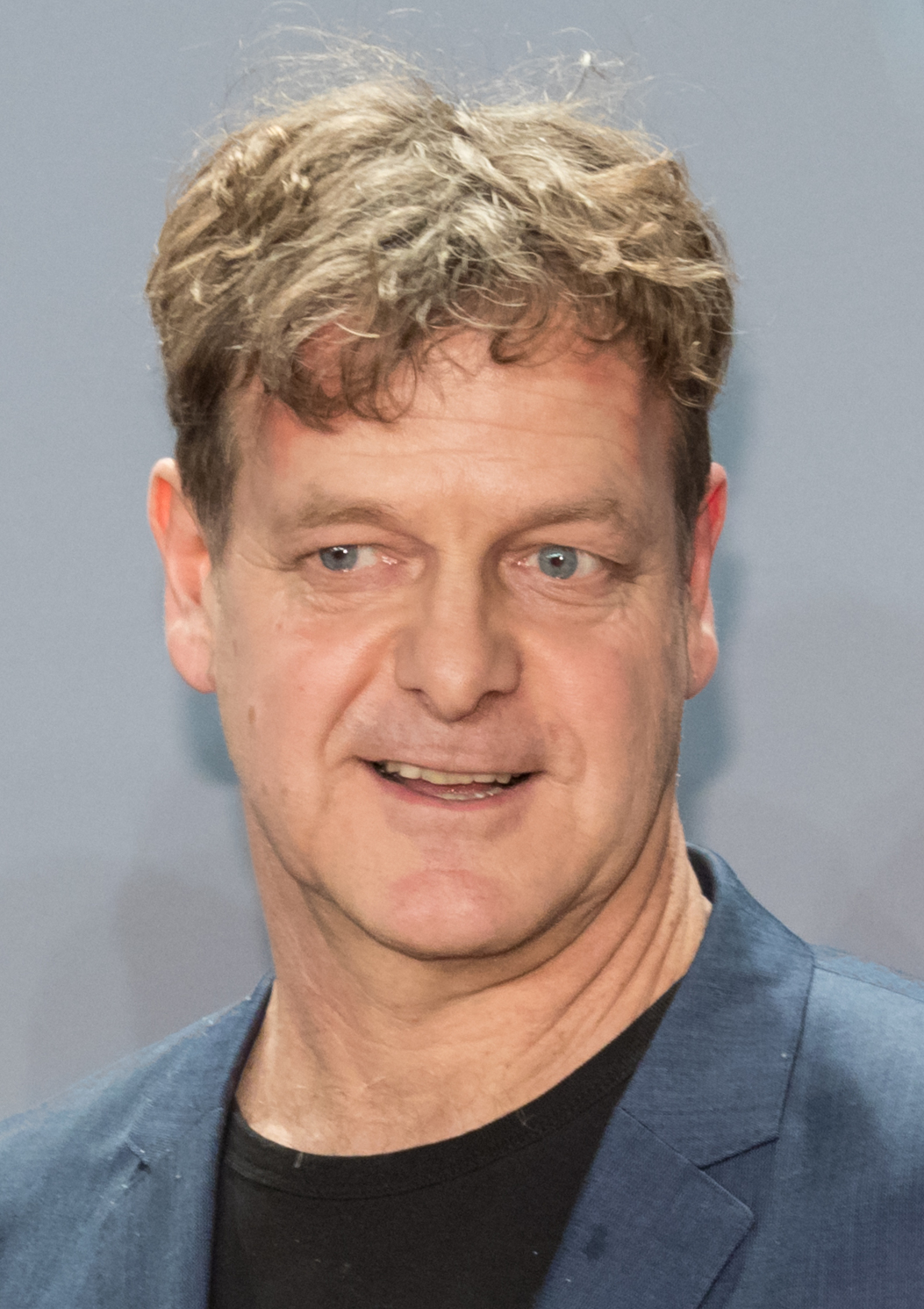
Bernd Fischer, 2018

Bernd Fischer (* 1964 in München) ist ein deutscher Kameramann und Filmregisseur.
Er studierte von 1991 bis 1996 an der Filmhochschule Babelsberg. Seit 1992 ist er als Kameramann in Film und Fernsehen tätig und war bislang an mehr als 50 Produktionen beteiligt. 2003 leitete er als Regisseur den preisgekrönten Dokumentarfilm Grüsse aus Dachau. 2018 erhielt er den Deutschen Fernsehpreis für die Kameraführung in Babylon Berlin (mittlerweile vier Staffeln). Seit 2020 ist er Professor für Gestaltung und Produktion audiovisueller Medien an der Berliner Hochschule für Technik (BHT).
Bernd Fischer ist Mitglied der Deutschen Filmakademie und der Europäischen Filmakademie.

## Filmografie (Auswahl)
- 1992: Leni Riefenstahl: Die Macht der Bilder (Dokumentarfilm)
- 1992: Das letzte Jahr der Sowjetunion (Dokumentarfilmserie)
- 1997: Jeckes – Die entfernten Verwandten
- 2002: Russian Ark (Lichtkonzept)
- 2003: Grüsse aus Dachau (Dokumentarfilm, Regie und Kamera)
- 2005: LiebesLeben (Fernsehserie, 6 Folgen)
- 2005: Morgenschwarm (Kurzfilm)
- 2005–2006: Pastewka (Fernsehserie, 13 Folgen)
- 2006: Der Elefant – Mord verjährt nie (Fernsehserie, 2 Folgen)
- 2007: Beutolomäus und die Prinzessin
- 2007:  Unter Verdacht – Das Geld anderer Leute (Fernsehreihe)
- 2008:  Unter Verdacht – Die falsche Frau
- 2009: Der Anfang vom Ende (Regie und Kamera)
- 2009: Marie Brand und das mörderische Vergessen
- 2009:  Unter Verdacht – Der schmale Grat
- 2009: Unter Verdacht – Tausend Augen
- 2010: Tatort – Wie einst Lilly
- 2010: Dem Himmel ganz nah (Dokumentarfilm)
- 2011: 4 Tage im Mai
- 2011:  Unter Verdacht – Persönliche Sicherheiten
- 2012:  Tatort – Alles hat seinen Preis
- 2012: Ende der Schonzeit
- 2012: Flemming (Fernsehserie, 3 Folgen)
- 2013–2017: Die Chefin (Fernsehserie, 12 Folgen)
- 2013: Marie Brand und die offene Rechnung
- 2013: Alaska Johansson
- 2014: Tatort – Der Eskimo
- 2015: Nussknacker und Mausekönig
- 2015: Marie Brand und das Erbe der Olga Lenau
- 2017: Der Zauberlehrling
- 2017–2021: Babylon Berlin (Fernsehserie, 40 Folgen)
- 2018: Amokspiel
- 2020: Totgeschwiegen[2]
- 2020: Das Leben ist kein Kindergarten – Vaterfreuden
- 2021: Seaside Special
- 2024: Im Netz der Gier

## Auszeichnungen und Nominierungen
- 2003 Baden-Württembergischer Dokumentarfilmpreis für „Grüsse aus Dachau“
- 2004 Nominierung Adolf-Grimme-Preis für „Grüsse aus Dachau“
- 2006 Deutscher Kamerapreis für „Der Elefant – Der lange Weg zurück“[3]
- 2013 Preis der Jury für besondere künstlerische Einzelleistung beim Festival des deutschen Films Ludwigshafen für „Alaska Johansson“ und „Ende der Schonzeit“
- 2017 Nominierung Camerimage First Look – TV Pilots Competition für „Babylon Berlin“[4]
- 2018 Deutscher Fernsehpreis für die Kameraführung in „Babylon Berlin“
- 2020 Nominierung Deutscher Kamerapreis für „Babylon Berlin, Staffel 3, Episode 10“[5]